# 大塚隆史 (アニメ演出家)
大塚 隆史（おおつか たかし、1981年2月23日 - ）は、日本の男性アニメーション演出家、アニメーション監督。大阪府出身。東映アニメーションにて多くの作品の演出・監督を務め、現在はフリーで活動。

## 来歴
大阪デザイナー専門学校卒業後、東映アニメーションに入社する。
2002年、『おジャ魔女どれみドッカ〜ン!』で演出助手を務め、五十嵐卓哉、細田守、長峯達也、岡佳広、山吉康夫といった世代もスタイルも異なる演出家たちのもとで仕事の進め方や画面作りを学ぶ。
2004年、『ふたりはプリキュア』の制作に演出助手として参加。翌年放送された『ふたりはプリキュアMax Heart』の第15話「あこがれの先輩は大親友!?」で演出デビュー。以後「プリキュアシリーズ」を中心に演出を手がける。
2009年の『映画 プリキュアオールスターズDX みんなともだちっ☆奇跡の全員大集合!』の監督を務めたのを皮切りに、映画『プリキュアオールスターズDX』三部作を手がける。
2012年の『スマイルプリキュア!』で初のシリーズディレクターを担当する。
2014年、東映アニメーションを離れてフリーに。

## 人物・作風
スタジオジブリの『「もののけ姫」はこうして生まれた。』という制作の裏側を追ったドキュメンタリー作品を見て、アニメの仕事を志す。
専門学校時代、勉強のために見た『も〜っと!おジャ魔女どれみ』で佐藤順一と五十嵐卓哉の存在に気付き、脚本や作画ではなく演出という仕事に興味を持つ。
もともとアニメオタクではなかったので、東映入社後に社の資料室で過去のアニメーション作品のアーカイブを調べ、そこでいろいろなことを学んだ。
『どれみ』で身につけた心理表現と『プリキュア』で身につけたケレン味のあるアクションを二本柱に監督をしている。
作家型監督ではなくエンターテイナー型監督であると自覚しており、「アニメーション監督」ではなく「アニメ監督」と名乗っている。

## 参加作品

### テレビアニメ
2002年
- おジャ魔女どれみドッカ〜ン!（演出助手）

2003年
- 明日のナージャ（演出助手）

2004年
- インタールード（演出助手）
- ふたりはプリキュア（演出助手）

2005年
- ふたりはプリキュアMax Heart（演出）
- ガイキング LEGEND OF DAIKU-MARYU（演出）

2006年
- ふたりはプリキュア Splash Star（演出）

2007年
- Yes!プリキュア5（演出）

2008年
- Yes!プリキュア5  Go Go!（演出）

2009年
- フレッシュプリキュア!（演出）

2010年
- ハートキャッチプリキュア!（演出）

2011年
- ONE PIECE（ - 2013年、演出／2014年、OP17絵コンテ・演出）

2012年
- スマイルプリキュア! ( - 2013年、シリーズディレクター、絵コンテ、演出、OP絵コンテ・演出）

2014年
- ハイキュー!!（絵コンテ、演出）
- ハピネスチャージプリキュア!（絵コンテ、演出）
- 怪盗ジョーカー（ - 2015年、絵コンテ、演出、OP絵コンテ・演出）

2015年
- クレヨンしんちゃん（絵コンテ、演出）
- Go!プリンセスプリキュア（絵コンテ、演出）
- 進撃!巨人中学校（絵コンテ）

2016年
- B-PROJECT〜鼓動*アンビシャス〜（絵コンテ）

2017年
- 魔法つかいプリキュア!（絵コンテ）
- ロクでなし魔術講師と禁忌教典（ED絵コンテ・演出）
- ONE PIECE エピソードオブ東の海 〜ルフィと4人の仲間の大冒険!!〜（監督、絵コンテ、演出）
- デジモンユニバース　アプリモンスターズ（EDスタッフ）

2019年
- スター☆トゥインクルプリキュア（絵コンテ）

2020年
- ハイキュー!! TO THE TOP（絵コンテ）

2021年
- デジモンアドベンチャー:（絵コンテ、演出）
- KICK&SLIDE（監督、シリーズ構成、脚本、絵コンテ）

2023年
- 天国大魔境（絵コンテ、演出）

### 劇場アニメ
2008年
- ちょ〜短編 プリキュアオールスターズ GoGoドリームライブ（監督）

2009年
- 映画 プリキュアオールスターズDX みんなともだちっ☆奇跡の全員大集合!（監督）

2010年
- 映画 プリキュアオールスターズDX2 希望の光☆レインボージュエルを守れ!（2010年、監督、絵コンテ・演出（松本理恵と共同））
- トリコ バーバリアンアイビーを捕獲せよ!（ジャンプスーパーアニメツアー2010上映作品、絵コンテ）

2011年
- 映画 プリキュアオールスターズDX3 未来にとどけ! 世界をつなぐ☆虹色の花（監督、絵コンテ・演出（松本理恵と共同））

2012年
- 映画 スマイルプリキュア! 絵本の中はみんなチグハグ!（絵コンテ）

2015年
- 花とアリス殺人事件（スペシャルサンクス）
- 映画 プリキュアオールスターズ 春のカーニバル♪（MV絵コンテ）

2018年
- 劇場版ポケットモンスター みんなの物語 （絵コンテ）

2019年
- ONE PIECE STAMPEDE（監督、脚本（冨岡淳広と共同））

2020年
- 魔女見習いをさがして（演出（平池綾子と共同））

2021年
- 映画 ヒーリングっど♥プリキュア ゆめのまちでキュン!っとGoGo!大変身!!（絵コンテ、副音声ボイスドラマ脚本、音響演出）
  - 映画 トロピカル〜ジュ!プリキュア プチ とびこめ!コラボ♡ダンスパーティ!（監督）

2022年
- 運命戦線リデルライト（実写映画『ハケンアニメ!』劇中内作品、監督）

### Webアニメ
2023年
- ワンダーハッチ -空飛ぶ竜の島-（アニメーション監督）

2024年
- がんばれ!くろーむ（監督）

## 出版物

### 小説
- 『ミラチェンタイム☆ミラクルらみぃ』（原作：大塚隆史、著：高橋ナツコ、イラスト：川村敏江、小学館ジュニア文庫、2015年12月16日発売）ISBN 978-4-09-230853-4

### 実用書
- 『アニメができるまで』（著：大塚隆史、文・構成：堀田孝之、マンガ・イラスト：フナヤマヤスアキ、飛鳥新社、2022年11月9日発売）ISBN 978-4-86-410931-4